# Manuel Neuer
Manuel Peter Neuer (phát âm tiếng Đức: [ˈmaːnu̯eːl ˈnɔʏ.ɐ, -ɛl -]; sinh ngày 27 tháng 3 năm 1986) là một cầu thủ bóng đá chuyên nghiệp người Đức thi đấu ở vị trí thủ môn và là đội trưởng của câu lạc bộ Bayern München tại Giải bóng đá vô địch quốc gia Đức. Được đánh giá là một trong những thủ môn xuất sắc nhất trong thế hệ của mình và là một trong những thủ môn vĩ đại nhất mọi thời đại trong lịch sử bóng đá, anh được ví là một "thủ môn quét" bởi lối chơi độc đáo và giàu tốc độ khi lao ra khỏi đường biên ngang tầm đối thủ và ra ngoài vòng cấm của thủ môn. Anh từng được Liên đoàn thống kê và lịch sử bóng đá thế giới vinh danh là thủ môn xuất sắc nhất thập kỷ 2011–2020.
Neuer bắt đầu sự nghiệp của mình tại Schalke 04, nơi anh đã giành được DFB-Pokal và DFL-Ligapokal. Năm 2011, anh ký hợp đồng với Bayern Munich và kể từ đó đã giành được 26 danh hiệu, trong đó có 9 chức vô địch Bundesliga và 2 chức vô địch UEFA Champions League vào các năm 2013 và 2020, cả hai đều là một phần của cú ăn ba. Năm 2014, Neuer đứng thứ ba trong cuộc bầu chọn cho danh hiệu Quả bóng vàng FIFA sau Lionel Messi và Cristiano Ronaldo. Anh được năm lần vinh danh với danh hiệu Thủ môn của năm của UEFA và Thủ môn xuất sắc nhất thế giới của IFFHS.
Neuer được chọn là thủ môn số một của đội tuyển Đức tại FIFA World Cup 2010 tại Nam Phi. Trong suốt vòng bảng, anh chỉ để lọt lưới một bàn duy nhất. Anh đã kiến tạo cho Miroslav Klose mở tỷ số trước Anh khi Đức thắng 4–1. Bốn năm sau, Neuer giành chức vô địch FIFA World Cup 2014 cùng đội tuyển Đức, và đồng thời còn nhận giải Găng tay vàng cho thủ môn xuất sắc nhất giải đấu. Bên cạnh đó, anh cũng đại diện cho đất nước tham dự thêm hai kỳ FIFA World Cup (vào các năm 2018 và 2022) và bốn kỳ UEFA Euro (vào các năm 2012, 2016, 2020 và 2024) trước khi giã từ sự nghiệp thi đấu quốc tế.

## Sự nghiệp câu lạc bộ

### Schalke 04

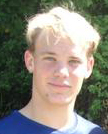
Neuer năm 2005.

Neuer chơi cho Schalke 04 II trong giai đoạn 2003–04, 2004–05, 2006–07, 2007–08 và 2008–09. Neuer tiến bộ qua mọi lứa tuổi tại câu lạc bộ quê hương anh, Schalke 04, và ký hợp đồng chuyên nghiệp vào năm 2005. Tuy nhiên, anh ấy đã nhiều lần ngồi dự bị và vô địch DFL-Ligapokal 2005 với tư cách là người thay thế không được sử dụng. Anh có trận ra mắt Bundesliga với Schalke khi vào sân thay cho Frank Rost bị chấn thương vào ngày thi đấu thứ 2 của giải đấu.Mùa giải 2006–07. Cầu thủ 20 tuổi cuối cùng đã giành được suất đá chính khi Rost bất ngờ bị loại trong cuộc đối đầu với Bayern Munich. Neuer đã giành được trận hòa 2–2 trước các nhà đương kim vô địch. Anh ấy đã có 27 lần ra sân trong mùa giải 2006–07. Mặc dù còn trẻ, nhưng anh ấy được nhiều người cho là người kế thừa tiềm năng cho cựu thần tượng Jens Lehmann trong tương lai cho đội tuyển quốc gia Đức.

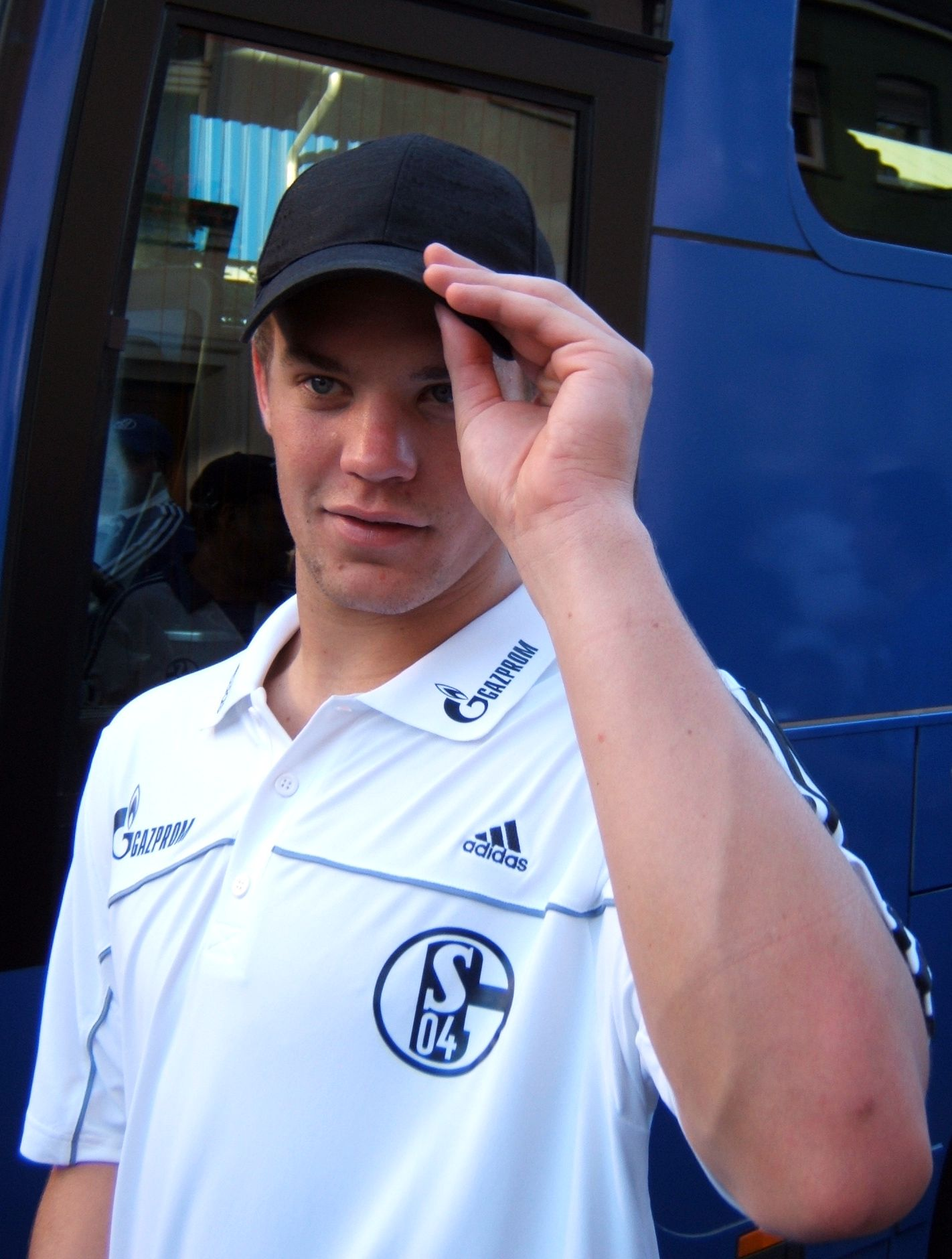
Neuer với Schalke 04 năm 2007.

Neuer bắt đầu mùa giải 2007–08 bằng cách chơi trong ba trận đấu tại Cúp Liên đoàn Đức. Vào ngày 5 tháng 3 năm 2008, trong trận đấu loại trực tiếp đầu tiên của UEFA Champions League với Porto, anh gần như một tay giữ chân Schalke trong trận đấu với nhiều pha cứu thua, buộc trận đấu phải đá luân lưu. Sau đó, anh cản phá các quả phạt đền của Bruno Alves và Lisandro López để giúp Schalke tiến vào tứ kết. Đối với những anh hùng của mình, anh ấy đã lọt vào danh sách rút gọn cho giải thưởng Thủ môn xuất sắc nhất năm 2007–08 của UEFA Club; anh là người trẻ nhất cũng như là thủ môn Bundesliga duy nhất trong danh sách. Anh ấy là một trong ba cầu thủ Bundesliga duy nhất chơi mỗi phút trong mùa giải 2007–08. Anh ấy đã kết thúc mùa giải với 50 lần ra sân trên mọi đấu trường.

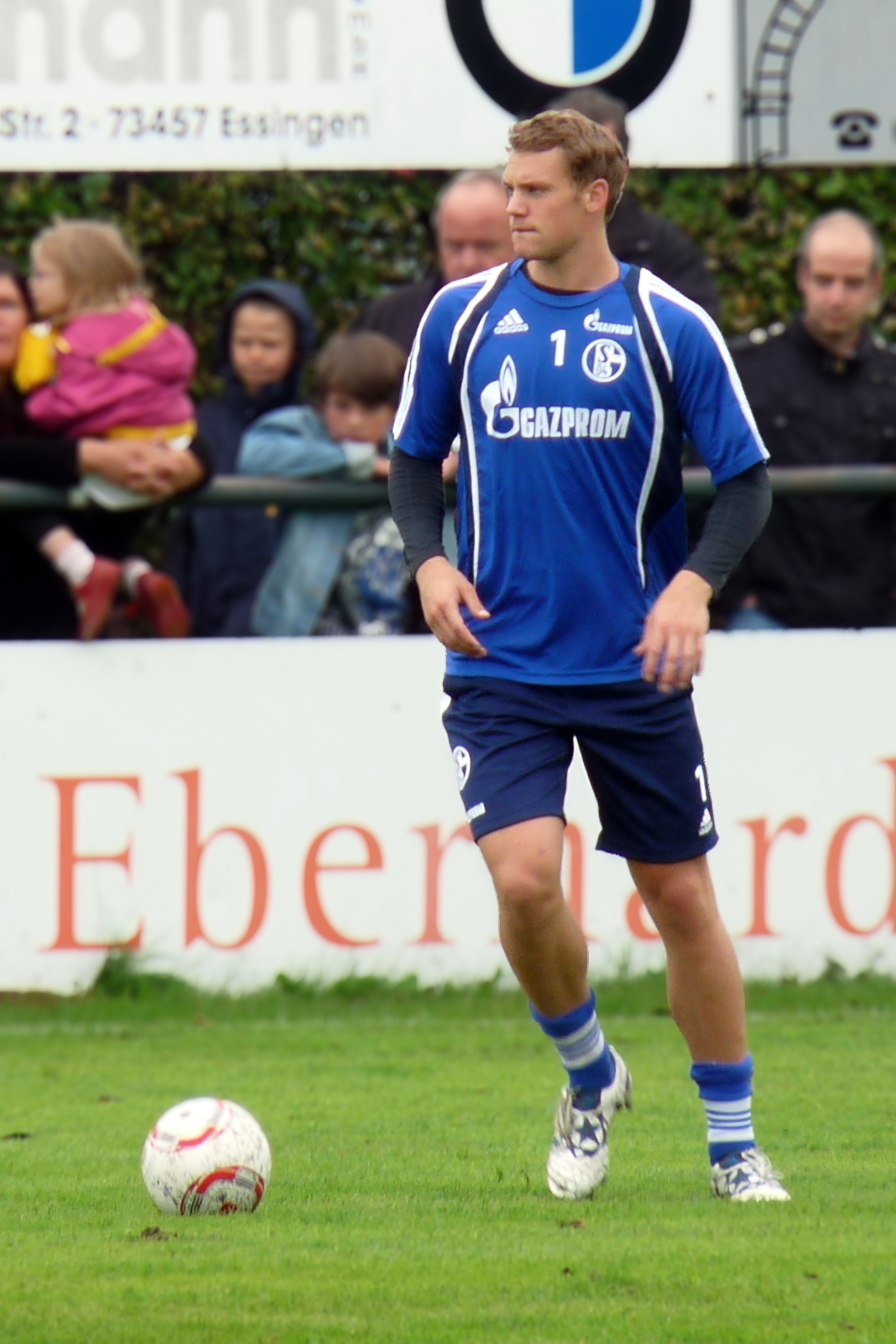
Neuer tập luyện với Schalke năm 2010

Trong mùa giải 2008–09, Schalke đứng thứ 8 trên BXH và bỏ lỡ một suất tham dự Europa League. Tuy nhiên, màn thể hiện tốt của anh ấy tại Giải vô địch U-21 châu Âu 2009 đã thu hút sự quan tâm từ Bayern Munich, với việc Chủ tịch Bayern, Karl-Heinz Rummenigge tuyên bố muốn ký hợp đồng với thủ môn trẻ này. Tuy nhiên, tân HLV Felix Magath của Schalke vẫn khẳng định rằng Neuer sẽ chơi cho Schalke trong mùa giải tới. Vào tháng 11, anh là thủ môn người Đức duy nhất trong danh sách năm thủ môn được đề cử cho Đội hình xuất sắc nhất của UEFA.
Neuer kết thúc mùa giải 2009–10 với 39 lần ra sân.
Trong mùa giải 2010–11, Neuer được bổ nhiệm làm đội trưởng và dẫn dắt đội đến trận bán kết Champions League đầu tiên trong trận đấu với Manchester United. Anh cũng giành được DFB-Pokal trong mùa giải cuối cùng của mình với câu lạc bộ, khi Schalke đánh bại MSV Duisburg với tỷ số 5–0. Vào ngày 20 tháng 4 năm 2011, anh thông báo rằng anh sẽ không gia hạn hợp đồng với Schalke, hợp đồng sẽ hết hạn vào cuối mùa giải 2011–12. Anh ấy nhận được những lời chỉ trích từ những người hâm mộ Schalke, những người đã thất vọng với việc anh ấy rời đi đến một câu lạc bộ đối thủ. Neuer kết thúc mùa giải với 53 lần ra sân trên mọi đấu trường.

### Bayern Munich

#### 2011–13: Chuyển nhượng và giành cú ăn ba

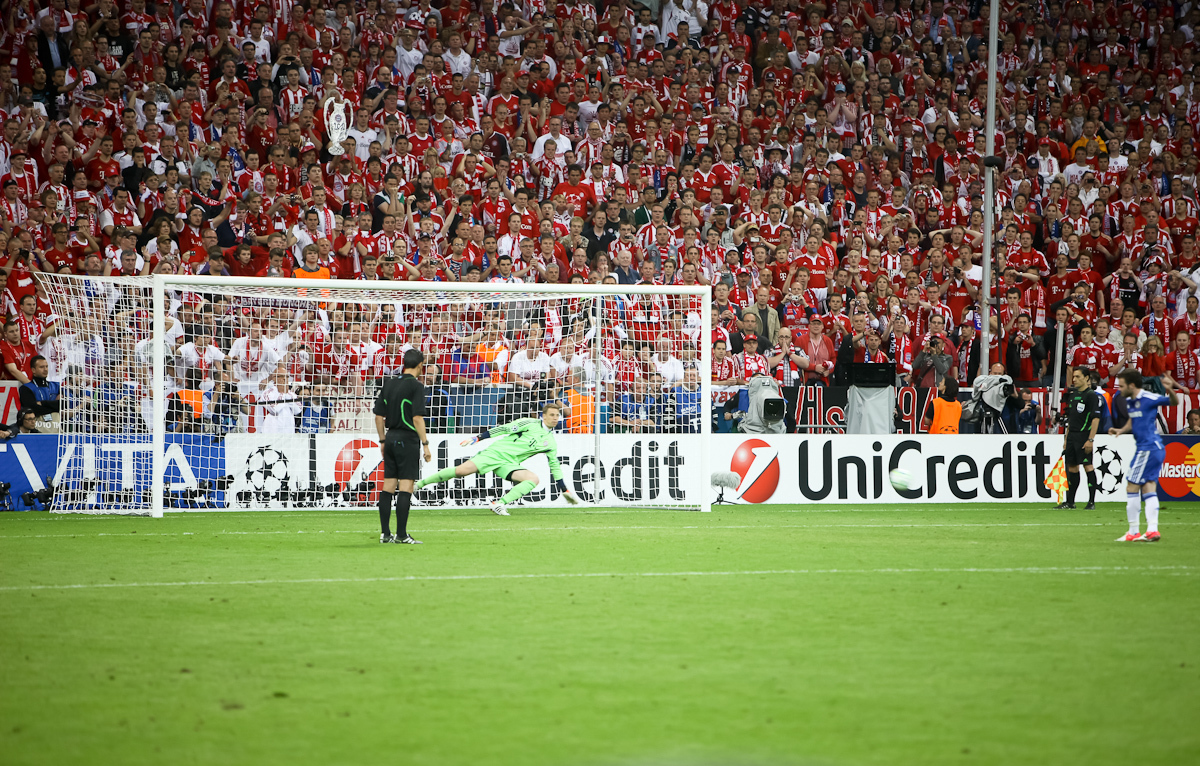
Neuer cản phá quả đá phạt đền của Juan Mata trong trận Chung kết UEFA Champions League 2012.

Vào ngày 1 tháng 6 năm 2011, Neuer chuyển đến Bayern Munich và ký hợp đồng 5 năm kéo dài đến tháng 6 năm 2016. Sau sự thù địch của người hâm mộ Bayern với Neuer, vì một số người hâm mộ không hài lòng về việc Bayern mua một thủ môn của Schalke, một cuộc thảo luận bàn tròn giữa Bayern và nhóm đại diện của những người ủng hộ diễn ra vào ngày 2 tháng 7 năm 2011. Trong số những thứ khác, người ta quyết định rằng Neuer sẽ được coi là một thành viên chính thức của Bayern Munich, người cần được đối xử một cách tôn trọng. Hơn nữa, sự thù địch đối với anh ta nên chấm dứt. Ngay trong những tuần đầu tiên tại Bayern, sau trận hòa 0–0 với 1899 Hoffenheim, Neuer đã phá kỷ lục của Bayern Munich về số trận giữ sạch lưới liên tiếp, sau hơn 1.000 phút không để thủng lưới. Anh ấy đã cải thiện kỷ lục trước đây do Oliver Kahn nắm giữ.
Vào ngày 25 tháng 4 năm 2012, Neuer cản phá những quả đá phạt đền của Cristiano Ronaldo và Kaká giúp Bayern vượt qua bán kết Champions League 2011–12 với Real Madrid. Sau trận đấu, Neuer tiết lộ rằng anh đã nghiên cứu cách Ronaldo thực hiện các quả phạt đền của mình. Neuer nói với tờ Bild: "Tôi luôn chuẩn bị tinh thần cho những tình huống như vậy. Huấn luyện viên thủ môn của chúng tôi, Toni Tapalović, đã chỉ cho tôi trên máy tính xách tay của anh ấy trước trận đấu về cách Ronaldo thường thực hiện các quả phạt đền của anh ấy. Tôi biết rằng Ronaldo thích sút bóng thấp về bên trái. Trong đá luân lưu, tôi tin rằng anh ấy sẽ nhắm vào vị trí yêu thích của mình."
Bayern tiếp tục tiến vào Chung kết UEFA Champions League 2012 gặp Chelsea, đội cũng phải thi đấu luân lưu sau khi hòa 1-1. Anh ấy đã thực hiện và ghi quả phạt đền thứ ba cho Bayern và cũng là người cản phá quả phạt đền đầu tiên do Juan Mata thực hiện, nhưng không thể cứu được những quả phạt đền còn lại khi Munich để thua cúp vô địch 4–3 trên sân nhà của họ, Allianz Arena. Neuer kết thúc mùa giải với 53 lần ra sân.
Neuer bắt đầu mùa giải bằng chức vô địch DFL-Supercup 2012. Trong giai đoạn loại trực tiếp UEFA Champions League 2012–13, Neuer có bốn trận giữ sạch lưới liên tiếp trước cả Juventus và Barcelona. Trong trận Chung kết Champions League 2013 với Borussia Dortmund, Neuer đã có 8 pha cứu thua trên đường đưa Bayern đến chức vô địch Champions League thứ 5. Trận đấu có lối chơi tuyệt vời của cả hai thủ môn, và Neuer cuối cùng sẽ giành chiến thắng trong cuộc đọ sức với Roman Weidenfeller khi chỉ để thủng lưới một lần trước İlkay Gündoğan trên chấm phạt đền. Neuer kết thúc mùa giải với 31 lần ra sân ở Bundesliga, 5 lần ra sân tại Cúp quốc gia Đức, 13 lần ra sân tại UEFA Champions League, và một lần ra sân tại Siêu cúp Đức.

#### 2013–16: Đề cử Ballon d'Or, thành công trong nước
Neuer bắt đầu mùa giải bằng trận thua trong DFL-Supercup 2013 trước Borussia Dortmund. Đối với Siêu cúp châu Âu 2013, vào ngày 30 tháng 8 năm 2013, anh đã cản phá được quả penalty cuối cùng và quyết định giúp Bayern Munich giành chiến thắng trong trận đấu với Chelsea, phục thù cho thất bại tại trận chung kết UEFA Champions League 2012. Tại FIFA Club World Cup 2013, Neuer đã đấu với Guangzhou Evergrande trong trận bán kết và Raja Casablanca trong trận chung kết. Neuer được công bố là Thủ môn xuất sắc nhất thế giới năm 2013 vào ngày 7 tháng 1 năm 2014. Vào ngày 9 tháng 2, Bayern đối đầu với Arsenal trong trận đấu vòng loại trực tiếp Champions League và Neuer đã cản phá quả phạt đền của Mesut Özil trong hiệp một. Bayern tiếp tục giành chiến thắng với tỷ số 2–0 trên sân khách. Vào ngày 2 tháng 5 năm 2014, Neuer gia hạn hợp đồng hiện tại đến mùa hè năm 2019. Neuer kết thúc mùa giải với 31 lần ra sân ở Bundesliga, 5 lần ra sân ở Cúp quốc gia Đức, 12 lần ra sân ở UEFA Champions League, 1 trận ở Siêu cúp Đức, một lần xuất hiện Siêu cúp châu Âu, hai lần tham dự FIFA Club World Cup với tổng số 52 lần.
Neuer đã giành giải Cầu thủ xuất sắc nhất năm (Đức), được bầu chọn vào Đội hình tiêu biểu của năm của UEFA, và về thứ ba trong FIFA Ballon d'Or. Neuer bắt đầu mùa giải bằng trận thua DFL-Supercup 2014 vào tay Borussia Dortmund. Vào ngày 30 tháng 1 năm 2015, Neuer đá chính vòng 18, khi Bayern thua VfL Wolfsburg 4–1. Đây là trận đấu đầu tiên kể từ khi gia nhập Bayern vào năm 2011, nơi anh thủng lưới bốn bàn trong một trận đấu. Lần cuối cùng Bayern ghi bốn bàn trong một trận đấu là trước Wolfsburg vào ngày 4 tháng 4 năm 2009. Vào ngày 28 tháng 4 năm 2015, Neuer là một trong bốn cầu thủ của Bayern đá hỏng trong trận thua 2–0 trên chấm luân lưu trước Borussia Dortmund trong trận bán kết DFB-Pokal. Neuer kết thúc mùa giải với 32 lần ra sân ở Bundesliga, 5 lần ra sân ở Cúp quốc gia Đức, 12 lần ra sân ở UEFA Champions League, và 1 lần xuất hiện Siêu cúp Đức trong tổng số 50 lần ra sân.
Mùa giải 2015–16 bắt đầu khi Neuer đá chính trong trận hòa 1-1 trước VfL Wolfsburg tại DFL-Supercup 2015. Wolfsburg thắng trong loạt luân lưu sau đó. Vào ngày 20 tháng 4 năm 2016, Neuer gia hạn hợp đồng với Bayern đến năm 2021. Neuer kết thúc mùa giải với 34 lần ra sân ở Bundesliga, năm lần tham dự Cúp quốc gia Đức, 11 lần ra sân ở UEFA Champions League, và một lần ra sân tại Siêu cúp Đức với tổng số 51 lần ra sân.

#### 2016–20: Đội trưởng câu lạc bộ và cú ăn ba thứ hai
Mùa giải của Neuer bắt đầu với chiến thắng 2–0 trước Borussia Dortmund tại DFL-Supercup 2016 khi FC Bayern giành chức vô địch lần đầu tiên sau ba năm và giữ sạch lưới trong trận mở màn Bundesliga khi FC Bayern gỡ hòa 6– 0 trận thắng trước Werder Bremen. Vào tháng 1 năm 2017, anh được bầu chọn vào Đội hình tiêu biểu của FIFA cùng với người đồng hương người Đức và đồng đội cũ của Bayern là Toni Kroos. Neuer đã để thủng lưới hai lần trong các trận đấu của FC Bayern với Arsenal khi đội bóng xứ Bavaria đánh bại đội bóng Anh với tỷ số ấn tượng 10–2 ở vòng 16 đội UEFA Champions League 2016–17. Neuer sau đó đã được ca ngợi vì màn trình diễn của anh ấy trong trận đấu đầu tiên của họ ở tứ kết với Real Madrid, mặc dù Bayern đã thua 1-2 trước câu lạc bộ Tây Ban Nha. Trong trận lượt về, anh bị rạn xương bàn chân trái khiến mùa giải của anh kết thúc đột ngột khi Bayern thua 4–2 trong một trận đấu gây tranh cãi. Bayern kết thúc mùa giải với tư cách là nhà vô địch Bundesliga. Ngoài việc chơi ở DFL-Supercup, Neuer đã chơi trong 26 trận Bundesliga, bốn trận Cúp Đức và chín trận Champions League.

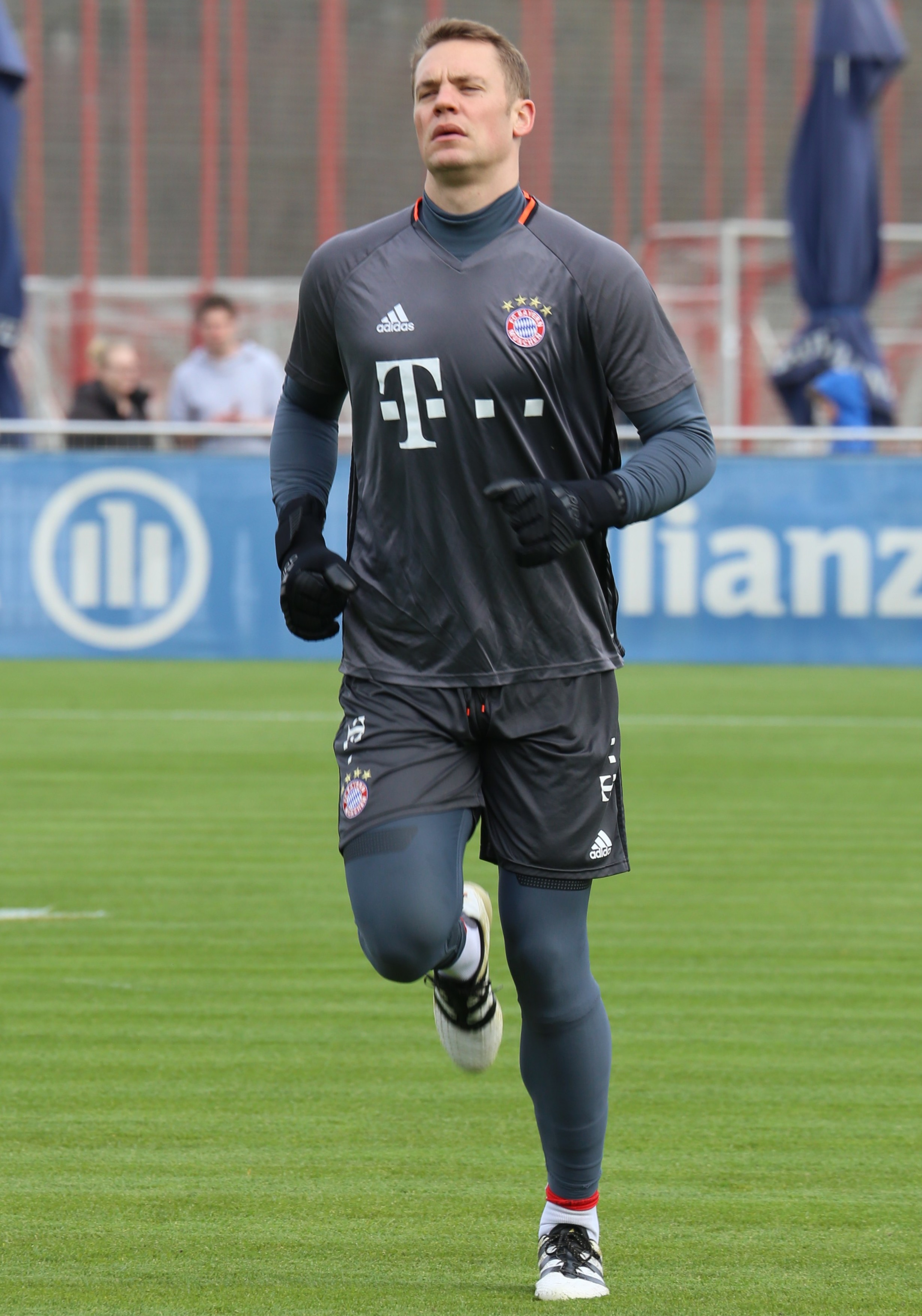
Neuer tập luyện năm 2017.

Vào ngày 19 tháng 7 năm 2017, có thông báo rằng Neuer sẽ trở thành đội trưởng mới của cả Bayern và đội tuyển quốc gia Đức sau khi Philipp Lahm giải nghệ. Neuer chơi trận đầu tiên trong mùa giải tại vòng 2 Bundesliga sau khi bình phục chấn thương bàn chân xảy ra vào tháng 4 trong trận đấu với Real Madrid tại Champions League. Vào ngày 13 tháng 9 năm 2017, Neuer có trận đấu thứ 100 tại châu Âu trong một trận đấu tại Champions League khi đội bóng của anh giành chiến thắng 3–0 trước Anderlecht. Vào tháng 9, có thông báo rằng Neuer sẽ phải nghỉ thi đấu cho đến tháng 1 năm 2018 sau khi một lần nữa bị gãy xương ở bàn chân. Sau nhiều lần trì hoãn sự trở lại của mình, anh ấy cuối cùng đã tham gia tập luyện cùng đội với Bayern Munich vào ngày 20 tháng 4 năm 2018 sau bảy tháng vắng mặt, mặc dù anh ấy đã bắt đầu tập luyện dành riêng cho thủ môn vào đầu tháng 4. Neuer được đưa vào đội hình chính trong trận đấu lần đầu tiên kể từ khi anh bị chấn thương trong trận chung kết DFB-Pokal với Eintracht Frankfurt nhưng anh không được sử dụng thay thế. Neuer kết thúc mùa giải với ba trận đấu tại Bundesliga và một trận đấu tại Champions League.
Vào ngày 12 tháng 8 năm 2018, Neuer là đội trưởng của đội bóng của anh ấy trong trận đấu đầu tiên của mùa giải khi Bayern giành chức vô địch DFL-Supercup 2018 bằng cách đánh bại Eintracht Frankfurt với chiến thắng 5–0. Vào ngày 24 tháng 8, Neuer chơi trận đầu tiên ở Bundesliga sau 341 ngày khi anh khoác áo Bayern trong chiến thắng 3-1 trước Hoffenheim. Vào ngày 14 tháng 4 năm 2019, Neuer bị rách sợi cơ ở bắp chân trái trong trận đấu với Fortuna Düsseldorf tại Bundesliga. Do chấn thương, Neuer đã bỏ lỡ 6 trận đấu cho Bayern trong giai đoạn cuối của mùa giải.

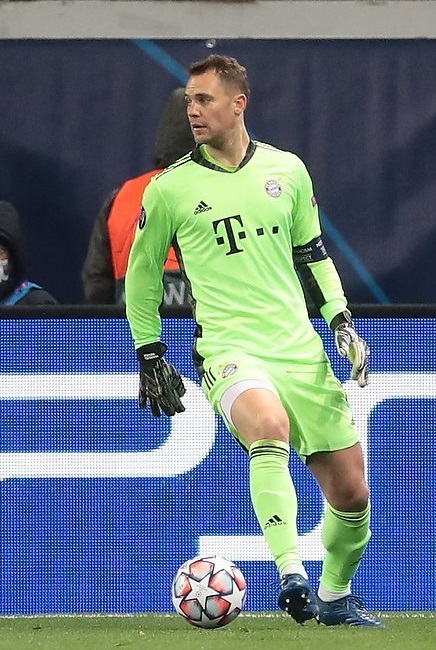
Neuer thi đấu cho Bayern Munich năm 2020.

Vào ngày 18 tháng 5 năm 2019, Neuer đã giành chức vô địch Bundesliga thứ bảy liên tiếp khi Bayern xếp trên Dortmund hai điểm. Một tuần sau, Neuer trở lại sau chấn thương và giành chức vô địch DFB-Pokal thứ năm khi Bayern đánh bại RB Leipzig 3–0 trong trận Chung kết DFB-Pokal 2019. Neuer kết thúc mùa giải với 26 trận ở Bundesliga, 3 trận ở Cúp quốc gia Đức và 8 trận ở Champions League. Neuer bắt đầu mùa giải 2019–20 bằng trận thua 2–0 trước Borussia Dortmund tại Siêu cúp Đức vào ngày 3 tháng 8 năm 2019. Vào ngày 21 tháng 5 năm 2020, Neuer ký hợp đồng mới với Bayern, giữ anh ở lại câu lạc bộ cho đến năm 2023. Ngày 23 tháng 8, Neuer vô địch Champions League lần thứ hai, lần đầu tiên của mình với tư cách đội trưởng Bayern, giữ sạch lưới khi đội mình chiến thắng 1-0 qua PSG. Anh ấy đã được khen ngợi rộng rãi cho màn trình diễn của mình. Anh kết thúc mùa giải với 33 lần ra sân tại Bundesliga, 6 lần ra sân Cúp quốc gia Đức, 11 lần ra sân UEFA Champions League.

#### 2020–22: Cú ăn sáu và những kỉ lục mới
Vào ngày 24 tháng 9 2020, Neuer đã cứu thua một cơ hội bởi Youssef En-Nesyri của Sevilla ở phút thứ 87 tại Siêu cúp châu Âu 2020, mà Bayern Munich giành chiến thắng 2-1 sau hiệp phụ. Sáu ngày sau, Neuer giành Siêu cúp Đức. Vào ngày 21 tháng 10 năm 2020, Neuer có trận giữ sạch lưới thứ 200 với Bayern sau 394 trận, trong chiến thắng 4–0 trước Atlético Madrid tại UEFA Champions League 2020–21, vượt qua Sepp Maier (199 trận giữ sạch lưới sau 651 trận), và chỉ xếp sau Oliver Kahn (247 trận giữ sạch lưới sau 632 trận). Vào ngày 28 tháng 8 năm 2021, Neuer có trận giữ sạch lưới thứ 205 tại Bundesliga trong 557 trận, phá kỷ lục 204 trận giữ sạch lưới trong 557 trận của Oliver Kahn.
Chiến thắng thứ 300 tại Bundesliga của Neuer đến trong trận đấu thứ 447 tại Bundesliga vào ngày 23 tháng 10 năm 2021. Bayern đã vô địch Bundesliga trong mùa giải 2021–22 với ba trận đấu còn trống. Sau mùa giải, Neuer gia hạn hợp đồng với Bayern Munich đến năm 2024. Đầu mùa giải 2022–23, anh giữ sạch lưới cả ba trận ở Champions League, và bốn trận trong 12 lần ra sân ở Bundesliga. Vào ngày 10 tháng 12 năm 2022, anh ấy thông báo rằng anh ấy bị gãy chân trong một chuyến đi trượt tuyết, điều này sẽ khiến anh ấy phải bỏ lỡ phần còn lại của mùa giải.

## Sự nghiệp quốc tế

### Tuổi trẻ
Sau khi thăng tiến ở các đội trẻ, Neuer có trận ra mắt đội tuyển U-21 Đức vào ngày 15 tháng 8 năm 2006 trong trận đấu với Hà Lan. Anh ấy đã giành chức vô địch U-21 châu Âu với Đức tại Thụy Điển, và giữ sạch lưới trong chiến thắng 4–0 trong trận chung kết với Anh.

### World Cup 2010
Neuer được gọi vào ngày 19 tháng 5 năm 2009 vào đội hình cấp cao của Đức cho chuyến du đấu châu Á. Anh có trận ra mắt đầu tiên trong chuyến du đấu này trong trận đấu với Các Tiểu vương quốc Ả Rập Thống nhất vào ngày 2 tháng 6. Anh chơi trong trận giao hữu tháng 11 với Bờ Biển Ngà kết thúc với tỷ số 2–2. Mặc dù anh ấy đã nhận trách nhiệm về bàn thua đầu tiên, nhưng huấn luyện viên Joachim Löw từ chối đổ lỗi cho anh ấy và thay vào đó khen ngợi anh ấy vì đã làm hết sức mình.
Cái chết của thủ môn Robert Enke vào tháng 11 năm 2009 đã chứng kiến anh ấy được nâng lên thành thủ môn lựa chọn thứ hai sau René Adler. Adler, tuy nhiên, bị chấn thương xương sườn nghiêm trọng khiến anh không thể tham dự World Cup 2010 sắp tới; Neuer trở thành thủ môn được lựa chọn đầu tiên của Đức trước Tim Wiese và Hans-Jörg Butt cho giải đấu.
Neuer được chọn là thủ môn số một của Đức tại FIFA World Cup 2010 tại Nam Phi. Trong suốt vòng bảng, anh chỉ để lọt lưới một bàn duy nhất, một cú sút ở cự ly gần của Milan Jovanović trong trận đấu với Serbia. Anh là người kiến tạo cho Miroslav Klose mở tỉ số trận đấu với Anh, giành chiến thắng 4–1. Cũng trong trận đấu đó, tuyển thủ Anh Frank Lampard đã ghi một bàn thắng gây tranh cãi do trọng tài phán quyết không chính xác khi bóng đi không qua vạch vôi. Gây tranh cãi, Neuer thừa nhận anh biết đó là bàn thắng chính đáng nhưng lại có hành động phản cảm khiến trọng tài nghi ngờ điều này. Anh ấy đã chơi trong tất cả các trận đấu ở World Cup của Đức ngoại trừ trận tranh hạng ba với Uruguay, khi Hans-Jörg Butt được trao một suất thi đấu trong đội hình xuất phát.

### Euro 2012

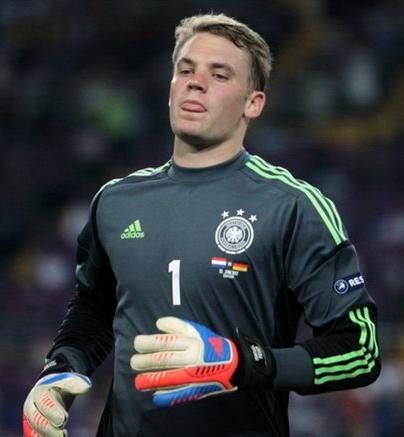
Neuer thi đấu cho Đức trong trận đấu vòng bảng UEFA Euro 2012 với Hà Lan vào ngày 13 tháng 6.

Neuer chơi mỗi phút của mỗi trận đấu ở trình độ chiến dịch cho UEFA Euro 2012, giúp Đức để bảo đảm thắng mười ra khỏi trò chơi mười và đầu của họ nhóm. Sau chiến thắng 3–1 trên sân khách của Đức trước Thổ Nhĩ Kỳ, anh ấy đặc biệt được khen ngợi vì màn trình diễn "giật gân" của mình. Anh cản phá cú vô-lê ở cự ly gần của Hamit Altıntop, và sau đó anh nhanh chóng ném bóng đến nửa đường vào chân Thomas Müller, người ngay lập tức kiến tạo cho Mario Gómez mở tỷ số. Neuer sau đó lập bàn thắng thứ hai; dưới sức ép của những cầu thủ tấn công của Thổ Nhĩ Kỳ, anh ấy đã tung một cú đá xa chính xác cho Mario Götze sâu bên phần sân đối phương, người sau đó tìm thấy Müller ở rìa vòng cấm đối phương để ghi bàn. Neuer đá chính cả ba trận đấu của Đức ở bảng được mệnh danh là "Bảng tử thần", bảng B. Anh giữ sạch lưới trước Bồ Đào Nha trong khi cũng để thủng lưới mỗi đội một bàn trước Hà Lan và Đan Mạch. Đức đã giành vé đi tiếp ở bảng B, là đội duy nhất của giải đấu toàn thắng ở tất cả các trận vòng bảng. Anh ấy đã hoàn thành trận đấu nhóm với hai pha cứu thua trước Bồ Đào Nha, ba pha cứu thua trước Hà Lan và ba pha cứu thua trước Đan Mạch.

### World Cup 2014

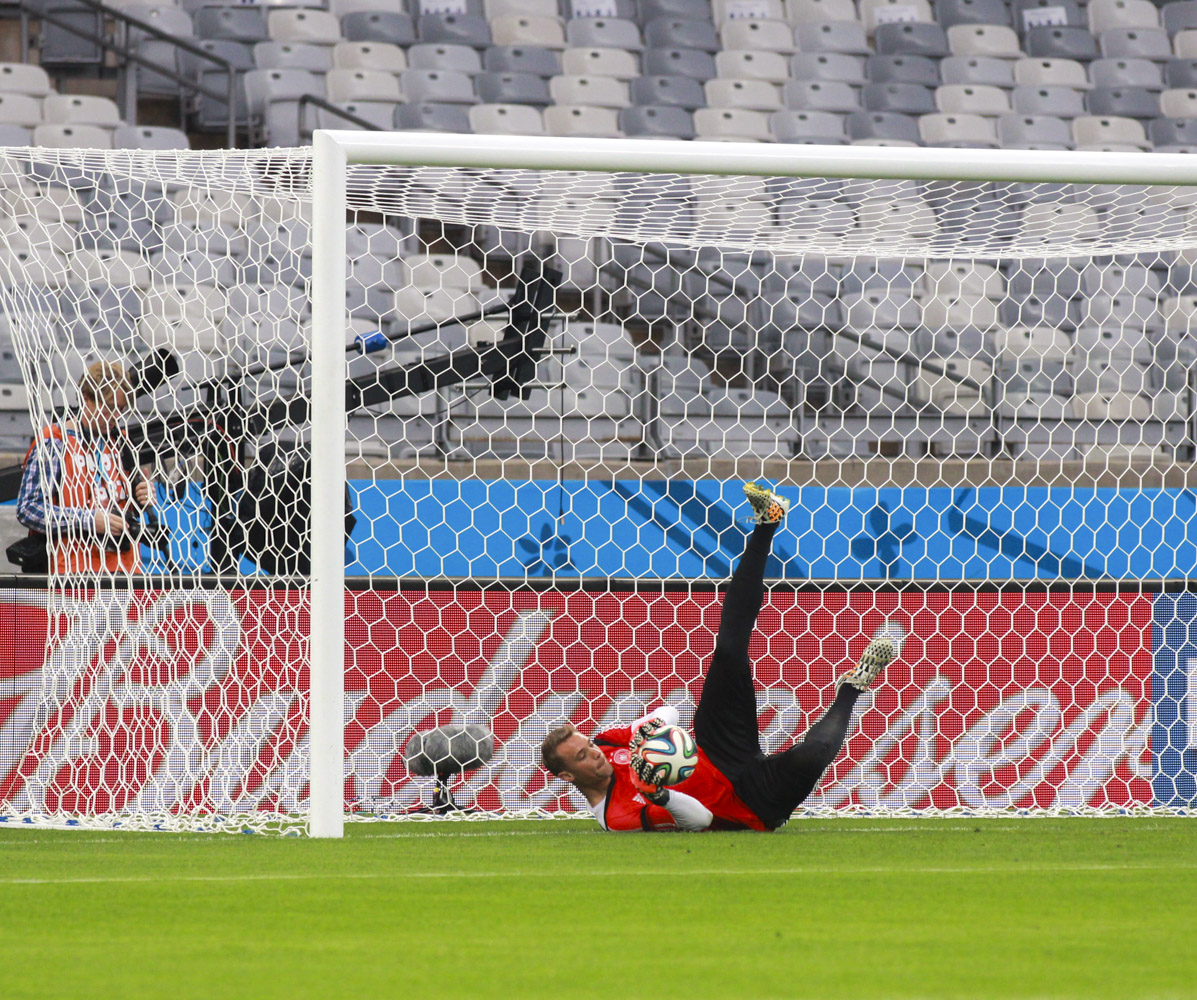
Neuer tập luyện trước trận đấu với Brasil tại FIFA World Cup 2014 vào ngày 7 tháng 7.

Phong cách chơi "thủ môn quét" của Neuer đã phân biệt anh với những thủ môn xuất phát khác ở FIFA World Cup 2014. Điều này được cho là cho phép các đồng đội của anh ấy áp sát sâu vào phần sân đối phương của họ, cộng với việc Neuer sẵn sàng băng ra và thách thức các cầu thủ đối phương khiến họ bỏ lỡ các cú sút vào lưới. Việc chuyển vùng ra ngoài sân của Neuer đã khiến anh trở thành "cầu thủ thứ 11" của đội là nhờ sự huấn luyện mà anh nhận được từ HLV Pep Guardiola của Bayern Munich.
Sau khi giữ sạch lưới trong các trận đấu vòng bảng với Bồ Đào Nha và Hoa Kỳ, Neuer đã có một màn trình diễn xuất sắc trong chiến thắng 2-1 trước Algeria sau hiệp phụ ở vòng 16, khi anh phải chơi như một thủ môn quét để bảo vệ khung thành trước đợt phản công của họ. Sau đó, anh giữ sạch lưới trận thứ ba tại World Cup trong trận tứ kết thắng 1-0 trước Pháp. Đây là trận giữ sạch lưới thứ 22 của anh ấy trong lần ra sân thứ 50 cho die Nationalmannschaft. Trong trận bán kết, Neuer để thủng lưới một bàn thắng muộn khi đội của anh ấy đánh bại chủ nhà Brasil với tỷ số 7–1.
Vào ngày 13 tháng 7, trong trận chung kết FIFA World Cup 2014 với Argentina, Neuer không được thử thách nhiều nhưng anh ấy vẫn chỉ huy tốt vòng cấm của mình, thách thức những pha tấn công của Gonzalo Higuaín và Rodrigo Palacio khiến họ sút tung lưới và kết liễu. Argentina kết thúc trận đấu mà không có một cú sút trúng đích mặc dù có một số cơ hội ngon ăn, bao gồm cả bàn thắng của Higuaín không được công nhận vì việt vị. Đầu hiệp hai, Neuer đấm bóng ra ngoài trước khi va chạm với Higuaín ở rìa vòng cấm. Đức cuối cùng đã đánh bại Argentina với tỷ số 1–0 nhờ bàn thắng của Mario Götze trong hiệp phụ. Neuer giành giải Găng tay vàng cho thủ môn xuất sắc nhất giải đấu. Neuer cũng hoàn thành giải đấu với 244 đường chuyền, nhiều hơn những cầu thủ ngoài sân cỏ như Lionel Messi (242), Wesley Sneijder (242) và Thomas Müller (221).

### Euro 2016
Vào ngày 31 tháng 5 năm 2016. Neuer được chọn vào đội hình 23 người cuối cùng của Đức cho UEFA Euro 2016. Trong suốt giải đấu, Neuer không để lọt lưới bàn nào trong 3 trận vòng bảng của Đức trước Ukraine, Ba Lan và Bắc Ireland. Anh cũng không để lọt lưới bàn nào ở vòng 16 đội trước Slovakia. Trong trận tứ kết, vào ngày 2 tháng 7 năm 2016, anh ấy cuối cùng đã để thủng lưới từ một quả đá phạt đền của Leonardo Bonucci của Ý. Với điều này, Neuer đã xác lập kỷ lục mới khi không để thủng lưới bàn nào ở một giải đấu lớn trong 557 phút. Người giữ kỷ lục trước đó là đồng hương của anh ấy Sepp Maier người đã không để thủng lưới trong 481 phút. Tỷ số hòa 1-1 sau hiệp phụ khiến trận đấu đi đến loạt sút luân lưu, trong đó Neuer giúp Đức giành chiến thắng 6–5 bằng cách cản phá hai quả đá phạt đền, trong đó có một quả của Bonucci; anh ấy đã được bầu chọn là Man of the Match cho màn trình diễn của mình.

### World Cup 2018

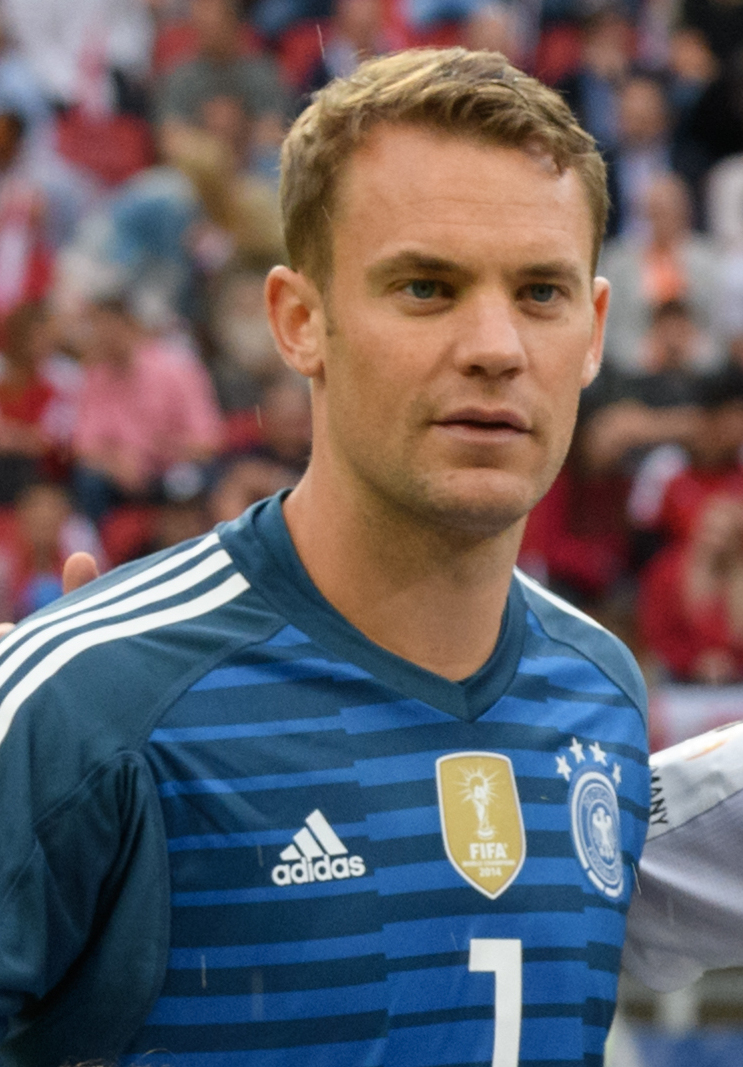
Neuer trong màu áo năm 2018

Trước khi bắt đầu vòng loại, vào ngày 1 tháng 9 năm 2016, Neuer được bổ nhiệm làm đội trưởng mới của đội tuyển quốc gia, sau khi Bastian Schweinsteiger từ giã sự nghiệp thi đấu quốc tế. Vào ngày 15 tháng 5 năm 2018, Neuer được chọn vào đội hình sơ bộ 27 người của Đức cho FIFA World Cup 2018 mặc dù anh đã không chơi một trận nào kể từ khi bị gãy xương bàn chân lần thứ hai vào tháng 9 năm 2017. Tuy nhiên, Neuer ra sân kể lần đầu tiên xuất hiện kể từ khi anh bị chấn thương vào ngày 2 tháng 6, trong trận giao hữu thất bại 2-1 trước Áo ở Klagenfurt. Vào ngày 4 tháng 6, Neuer được chọn vào đội hình 23 cầu thủ chính thức chuẩn bị cho World Cup. Vào ngày 17 tháng 6, Neuer lần đầu đeo băng đội trưởng đội tuyển lần đầu tiên tại World Cup trong trận mở màn, trong đó họ thua México 1–0. Vào ngày 23 tháng 6, Neuer đã thực hiện một số pha cứu thua xuất sắc khi đội bóng của anh đánh bại Thụy Điển với chiến thắng 2-1 trong trận đấu vòng bảng thứ hai và tránh cho đội tuyển Đức bị loại khỏi World Cup. Tuy nhiên, đội bóng của anh đã bị loại khỏi giải đấu sau khi thua Hàn Quốc 2–0 trong trận đấu cuối cùng ở vòng bảng.

### Euro 2020
Vào ngày 11 tháng 6 năm 2019, Neuer có trận giữ sạch lưới thứ 37 trong sự nghiệp quốc tế của mình, phá vỡ kỷ lục do Sepp Maier lập, trong trận đấu vòng loại UEFA Euro 2020 giữa Đức và Estonia, kết thúc với chiến thắng 8–0 cho Đức. Vào ngày 19 tháng 5 năm 2021, anh được chọn vào đội hình tham dự UEFA Euro 2020.
Vào ngày 7 tháng 6 năm 2021, anh có lần khoác áo đội tuyển quốc gia thứ 100 trong trận giao hữu với Latvia, trở thành thủ môn người Đức đầu tiên đạt được cột mốc đó.
UEFA bắt đầu điều tra Neuer vì đeo băng đội trưởng bảy sắc cầu vồng tại Euro để kỷ niệm tháng Tự hào. Sau đó, họ xác nhận rằng nó không vi phạm các quy tắc của giải đấu chống lại việc đưa ra các tuyên bố chính trị trên sân.

### World Cup 2022
Neuer được triệu tập vào đội tuyển Đức tham dự FIFA World Cup 2022 tại Qatar. Do đó, anh trở thành thủ môn người Đức đầu tiên góp mặt ở 4 kỳ World Cup liên tiếp. Vào ngày 1 tháng 12, anh có lần thứ 19 ra sân tại World Cup, phá kỷ lục trước đó dành cho thủ môn, bao gồm cả Sepp Maier và Cláudio Taffarel của Brasil với 18 lần ra sân. Mặc dù giành chiến thắng 4–2 trước Costa Rica trong trận đấu cuối cùng ở vòng bảng, nhưng Đức đã bị loại khỏi vòng bảng trong lần thứ hai liên tiếp tham dự World Cup khi họ đứng thứ ba trong bảng nhờ hiệu số bàn thắng bại sau khi Nhật Bản đánh bại Tây Ban Nha với tỷ số 2–1.

### Euro 2024 & giải nghệ
Tại kỳ Euro 2024 trên sân nhà, anh bắt chính cả 5 trận, giúp đội tuyển Đức lọt vào đến tứ kết. Neuer tuyên bố giải nghệ sau giải đấu, tổng cộng anh đã có 124 lần ra sân cho đội tuyển quốc gia và 51 trận giữ sạch lưới, góp công giúp tuyển Đức giành chức vô địch World Cup 2014 được tổ chức ở Brazil.

## Phong cách thi đấu

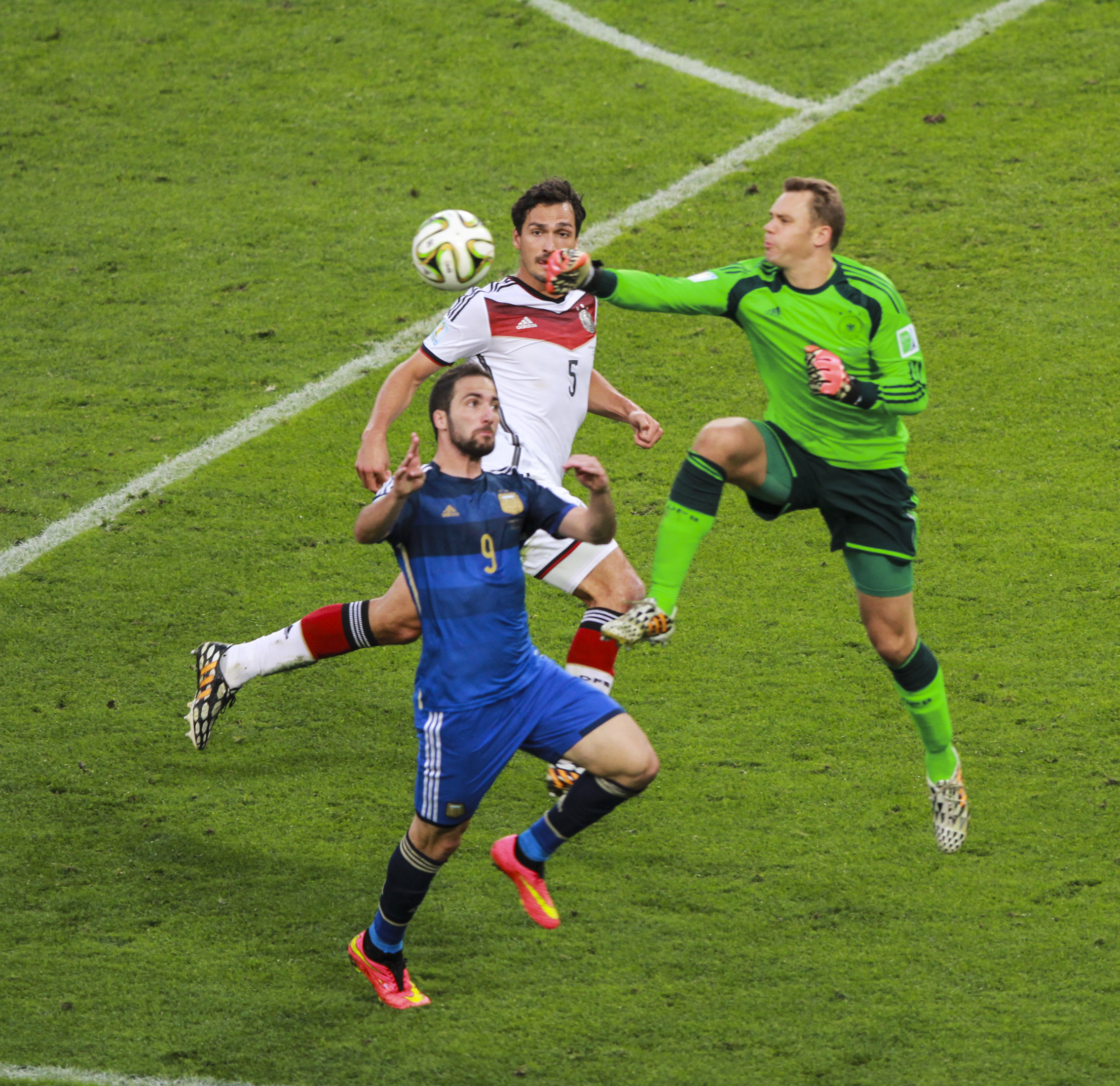
Higuaín của Argentina thách thức Hummels và Neuer của Đức trong trận chung kết FIFA World Cup 2014.

Được một số phương tiện truyền thông coi là thủ môn xuất sắc nhất thế giới hiện tại và là một trong những thủ môn vĩ đại nhất ở thế hệ của anh ấy và mọi thời đại, Neuer được nhiều người coi là một thủ môn "hoàn chỉnh" và hiện đại. Anh ấy được một số chuyên gia coi là thủ môn xuất sắc nhất của kỷ nguyên hiện đại, với Peter Staunton của Goal.com cho anh ấy là "thủ môn xuất sắc nhất kể từ thời Lev Yashin ", người hiện vẫn là thủ môn duy nhất từng giành được Quả bóng vàng.
Một cầu thủ cao, to lớn, thể thao và mạnh mẽ, Neuer đã nhận được lời khen ngợi từ các cựu cầu thủ và chuyên gia về tốc độ, sức chịu đựng, sự điềm tĩnh, tập trung, nhất quán và tinh thần, cũng như khả năng thích ứng với bất kỳ tình huống nào trên sân. Anh ấy đặc biệt nổi tiếng với phản xạ đặc biệt, khả năng cản phá (bằng cả tay và chân), sự nhanh nhẹn, tốc độ và động tác bằng chân, cũng như khả năng xử lý, khả năng đọc trận đấu và khả năng lao ra để thu thập các quả tạt, điều này cho phép anh ta chỉ huy khu vực của mình một cách hiệu quả. Khi tình huống đòi hỏi, anh ấy cũng thường đảm nhiệm vai trò của một hậu vệ quét khi các cầu thủ đối phương đã phá bẫy việt vị hoặc hàng phòng ngự của đội anh ấy, bằng cách nhanh chóng lao ra ngoài khung thành để dự đoán đối thủ và phá bóng; kỹ năng của anh ấy, Tốc độ và khả năng ra quyết định trong khu vực này cho phép các đội của anh ấy duy trì một tuyến phòng thủ cao. Bởi vì phong cách chơi độc đáo của mình, Neuer được mô tả như một "thủ môn quét", và được ghi nhận là người đã cách mạng hóa vai trò của thủ môn trong thời hiện đại. Anh ấy cũng đã được các chuyên gia khen ngợi về khả năng định vị giữa các bài viết, cũng như khả năng của anh ấy trong các tình huống một đối một; hơn nữa, anh ấy có hiệu quả trong việc ngăn chặn các quả phạt đền, và cũng đã được biết đến để thực hiện và ghi bàn trong các loạt sút luân lưu. cũng như khả năng của anh ấy trong các tình huống một đối một; hơn nữa, anh ấy có hiệu quả trong việc ngăn chặn các quả phạt đền, và cũng đã được biết đến để thực hiện và ghi bàn trong các loạt sút luân lưu. cũng như khả năng của anh ấy trong các tình huống một đối một; hơn nữa, anh ấy có hiệu quả trong việc ngăn chặn các quả phạt đền, và cũng đã được biết đến để thực hiện và ghi bàn trong các loạt sút luân lưu.
Từng là cầu thủ đá ngoài thời trẻ, ngoài khả năng bắt bóng, Neuer còn được khen ngợi bởi khả năng kiểm soát bóng xuất sắc và khả năng phân phối bóng chính xác bằng cả tay và chân; Khả năng ném bóng xa và khả năng sút bóng vào sâu bằng cả hai chân của anh ấy giúp anh ấy có thể chơi bóng trên mặt đất hoặc tạo ra những pha phát bóng hoặc thực hiện các đợt phản công nhanh từ phía sau. Về kỹ năng chơi bóng kỹ thuật của anh ấy so với các cầu thủ khác trong vai trò của anh ấy, Neuer đã tuyên bố rằng anh ấy có thể chơi ở giải hạng ba Đức ở vị trí trung vệ nếu muốn. Nhờ khả năng lãnh đạo có thẩm quyền và sự hiện diện rất rõ ràng trong khung thành, anh ấy cũng xuất sắc trong việc giao tiếp với các hậu vệ và tổ chức hàng phòng ngự của đội mình. Năm 2015, Gianluigi Buffon đã mô tả Neuer là thủ môn xuất sắc nhất trong thời đại của anh ấy.
Bất chấp những lời khen ngợi về phong cách chơi bóng và vai trò của anh ấy đối với sự phát triển của vị trí thủ môn trong bóng đá, Neuer cũng bị giới truyền thông Đức chỉ trích vì phản ứng như phản xạ với các động tác tấn công trong vòng cấm của anh ấy bất kể họ có vi phạm luật hay không. Đặc biệt, xu hướng ngay lập tức giơ cánh tay lên để cảnh báo trọng tài đã dẫn đến việc tạo ra từ tiếng Đức Reklamierarm (tạm dịch: cánh tay phản đối) trên các phương tiện truyền thông Đức.

## Đời tư
Neuer sinh ra ở Gelsenkirchen, North Rhine-Westphalia. Anh theo học tại Gesamtschule Berger Feld, giống như nhiều cầu thủ bóng đá đáng chú ý khác, chẳng hạn như Mesut Özil. Anh trai Marcel của anh hiện là trọng tài bóng đá ở Verbandsliga. Anh ấy được chơi bóng đá đầu tiên khi mới hai tuổi, và anh ấy có trận đấu đầu tiên vào ngày 3 tháng 3 năm 1991, 24 ngày trước sinh nhật lần thứ 5 của mình. Người hùng và thần tượng của Neuer khi còn nhỏ là đồng nghiệp người Đức và cựu thủ môn Schalke, Jens Lehmann.
Neuer là người Công giáo và ủng hộ sự hỗ trợ của mình cho một nhóm hành động xã hội Công giáo có trụ sở tại Gelsenkirchen, nhóm vận động chống lại nạn nghèo đói ở trẻ em và một câu lạc bộ thanh niên có trụ sở tại Gelsenkirchen do người Amigonians điều hành.
Neuer có mối quan hệ với Kathrin Gilch cho đến năm 2014. Năm 2015, Neuer bắt đầu mối quan hệ với Nina Weiss. Vào ngày 21 tháng 5 năm 2017, Neuer và Weiss kết hôn tại Tannheim, Áo, trong một buổi lễ dân sự, sau đó là một đám cưới trong nhà thờ tại Nhà thờ Santissima della Madia ở Monopoli, Ý, vào ngày 10 tháng Sáu. Cặp đôi chia tay vào đầu năm 2020 và Neuer bắt đầu hẹn hò với Anika Bissel.
Sau khi dịch sai tuyên bố của anh ấy "sẽ tốt hơn nếu một cầu thủ bóng đá chuyên nghiệp xuất hiện vì điều đó sẽ giúp những người khác làm điều tương tự", một ấn phẩm Nam Mỹ kết luận rằng anh ấy là người đồng tính, điều này đã được nhiều phương tiện truyền thông khác đưa tin và kể từ đó đã được tin tưởng rộng rãi ở một số nước Mỹ Latinh. México đã bị phạt vì những lời hô hào kỳ thị đồng tính của người hâm mộ khi Neuer có bóng trong một trận đấu tại World Cup 2018.
Vào tháng 11 năm 2022, Neuer tiết lộ rằng anh ấy đã phải trải qua ba cuộc phẫu thuật trên khuôn mặt để điều trị bệnh ung thư da, điều này sau đó đã thôi thúc anh ấy hợp tác với Angelique Kerber để quảng cáo kem chống nắng.

## Thống kê sự nghiệp

### Câu lạc bộ
Tính đến ngày 5 tháng 7 năm 2025
| Câu lạc bộ          | Mùa giải            | Giải vô địch        | Giải vô địch | Giải vô địch | DFB-Pokal | DFB-Pokal | Châu Âu | Châu Âu | Khác | Khác | Tổng cộng | Tổng cộng |
| Câu lạc bộ          | Mùa giải            | Hạng đấu            | Trận         | Bàn          | Trận      | Bàn       | Trận    | Bàn     | Trận | Bàn  | Trận      | Bàn       |
| ------------------- | ------------------- | ------------------- | ------------ | ------------ | --------- | --------- | ------- | ------- | ---- | ---- | --------- | --------- |
| Schalke 04 II       | 2003–04             | Regionalliga        | 1            | 0            | —         | —         | —       | —       | —    | —    | 1         | 0         |
| Schalke 04 II       | 2004–05             | Oberliga            | 1            | 0            | —         | —         | —       | —       | —    | —    | 1         | 0         |
| Schalke 04 II       | 2005–06             | Oberliga            | 20           | 0            | —         | —         | —       | —       | —    | —    | 20        | 0         |
| Schalke 04 II       | 2006–07             | Oberliga            | 3            | 0            | —         | —         | —       | —       | —    | —    | 3         | 0         |
| Schalke 04 II       | 2008–09             | Regionalliga        | 1            | 0            | —         | —         | —       | —       | —    | —    | 1         | 0         |
| Schalke 04 II       | Tổng cộng           | Tổng cộng           | 26           | 0            | —         | —         | —       | —       | —    | —    | 26        | 0         |
| Schalke 04          | 2005–06             | Bundesliga          | 0            | 0            | 0         | 0         | 0       | 0       | 0    | 0    | 0         | 0         |
| Schalke 04          | 2006–07             | Bundesliga          | 27           | 0            | 0         | 0         | 0       | 0       | 3    | 0    | 30        | 0         |
| Schalke 04          | 2007–08             | Bundesliga          | 34           | 0            | 3         | 0         | 10      | 0       | —    | —    | 47        | 0         |
| Schalke 04          | 2008–09             | Bundesliga          | 27           | 0            | 2         | 0         | 5       | 0       | —    | —    | 34        | 0         |
| Schalke 04          | 2009–10             | Bundesliga          | 34           | 0            | 5         | 0         | —       | —       | —    | —    | 39        | 0         |
| Schalke 04          | 2010–11             | Bundesliga          | 34           | 0            | 6         | 0         | 12      | 0       | 1    | 0    | 53        | 0         |
| Schalke 04          | Tổng cộng           | Tổng cộng           | 156          | 0            | 16        | 0         | 27      | 0       | 4    | 0    | 203       | 0         |
| Bayern Munich       | 2011–12             | Bundesliga          | 33           | 0            | 5         | 0         | 14      | 0       | —    | —    | 52        | 0         |
| Bayern Munich       | 2012–13             | Bundesliga          | 31           | 0            | 5         | 0         | 13      | 0       | 1    | 0    | 50        | 0         |
| Bayern Munich       | 2013–14             | Bundesliga          | 31           | 0            | 5         | 0         | 12      | 0       | 3    | 0    | 51        | 0         |
| Bayern Munich       | 2014–15             | Bundesliga          | 32           | 0            | 5         | 0         | 12      | 0       | 1    | 0    | 50        | 0         |
| Bayern Munich       | 2015–16             | Bundesliga          | 34           | 0            | 5         | 0         | 11      | 0       | 1    | 0    | 51        | 0         |
| Bayern Munich       | 2016–17             | Bundesliga          | 26           | 0            | 4         | 0         | 9       | 0       | 1    | 0    | 40        | 0         |
| Bayern Munich       | 2017–18             | Bundesliga          | 3            | 0            | 0         | 0         | 1       | 0       | 0    | 0    | 4         | 0         |
| Bayern Munich       | 2018–19             | Bundesliga          | 26           | 0            | 3         | 0         | 8       | 0       | 1    | 0    | 38        | 0         |
| Bayern Munich       | 2019–20             | Bundesliga          | 33           | 0            | 1         | 0         | 8       | 0       | 4    | 0    | 46        | 0         |
| Bayern Munich       | 2020–21             | Bundesliga          | 33           | 0            | 6         | 0         | 11      | 0       | 1    | 0    | 51        | 0         |
| Bayern Munich       | 2021–22             | Bundesliga          | 28           | 0            | 1         | 0         | 9       | 0       | 1    | 0    | 39        | 0         |
| Bayern Munich       | 2022–23             | Bundesliga          | 12           | 0            | 0         | 0         | 3       | 0       | 1    | 0    | 16        | 0         |
| Bayern Munich       | 2023–24             | Bundesliga          | 23           | 0            | 1         | 0         | 9       | 0       | 0    | 0    | 33        | 0         |
| Bayern Munich       | 2024–25             | Bundesliga          | 22           | 0            | 3         | 0         | 10      | 0       | 5    | 0    | 40        | 0         |
| Bayern Munich       | 2025–26             | Bundesliga          | 0            | 0            | 0         | 0         | 0       | 0       | 0    | 0    | 0         | 0         |
| Bayern Munich       | Tổng cộng           | Tổng cộng           | 367          | 0            | 44        | 0         | 130     | 0       | 20   | 0    | 561       | 0         |
| Tổng cộng sự nghiệp | Tổng cộng sự nghiệp | Tổng cộng sự nghiệp | 549          | 0            | 60        | 0         | 157     | 0       | 24   | 0    | 794       | 0         |

1. ↑  Số lần ra sân tại DFL-Ligapokal
2. 1 2 3 4 5 6 7 8 9 10 11 12 13 14 15 16  Số lần ra sân tại UEFA Champions League
3. ↑  Số lần ra sân tại UEFA Cup
4. 1 2 3 4 5 6 7 8 9  Ra sân tại DFL-Supercup
5. ↑  Một lần ra sân tại UEFA Super Cup, hai lần ra sân tại FIFA Club World Cup
6. ↑  Một lần ra sân tại UEFA Super Cup, một lần ra sân tại DFL-Supercup, hai lần ra sân tại FIFA Club World Cup
7. ↑  Số lần ra sân tại FIFA Club World Cup

### Quốc tế

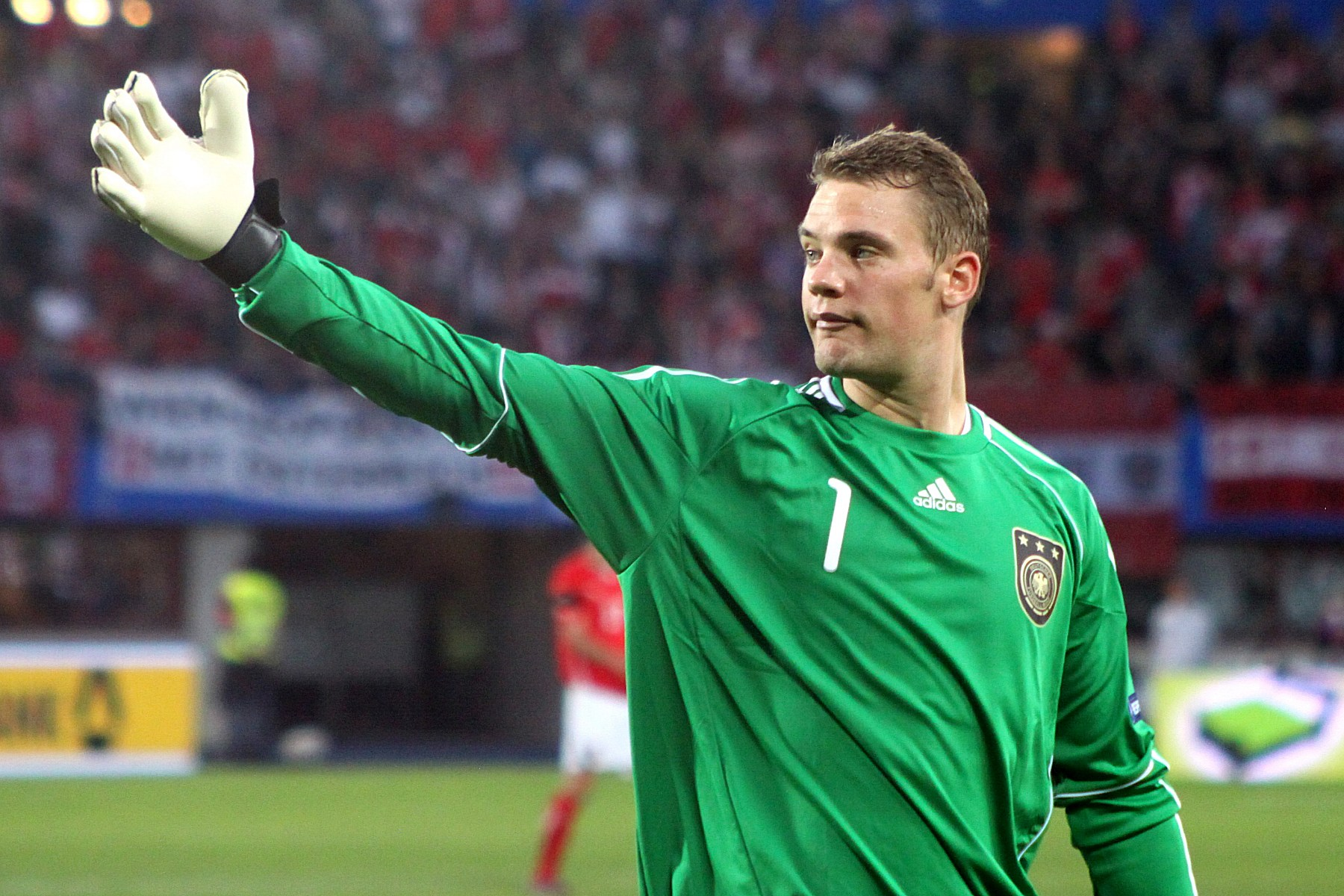
Neuer chơi cho Đức năm 2011.

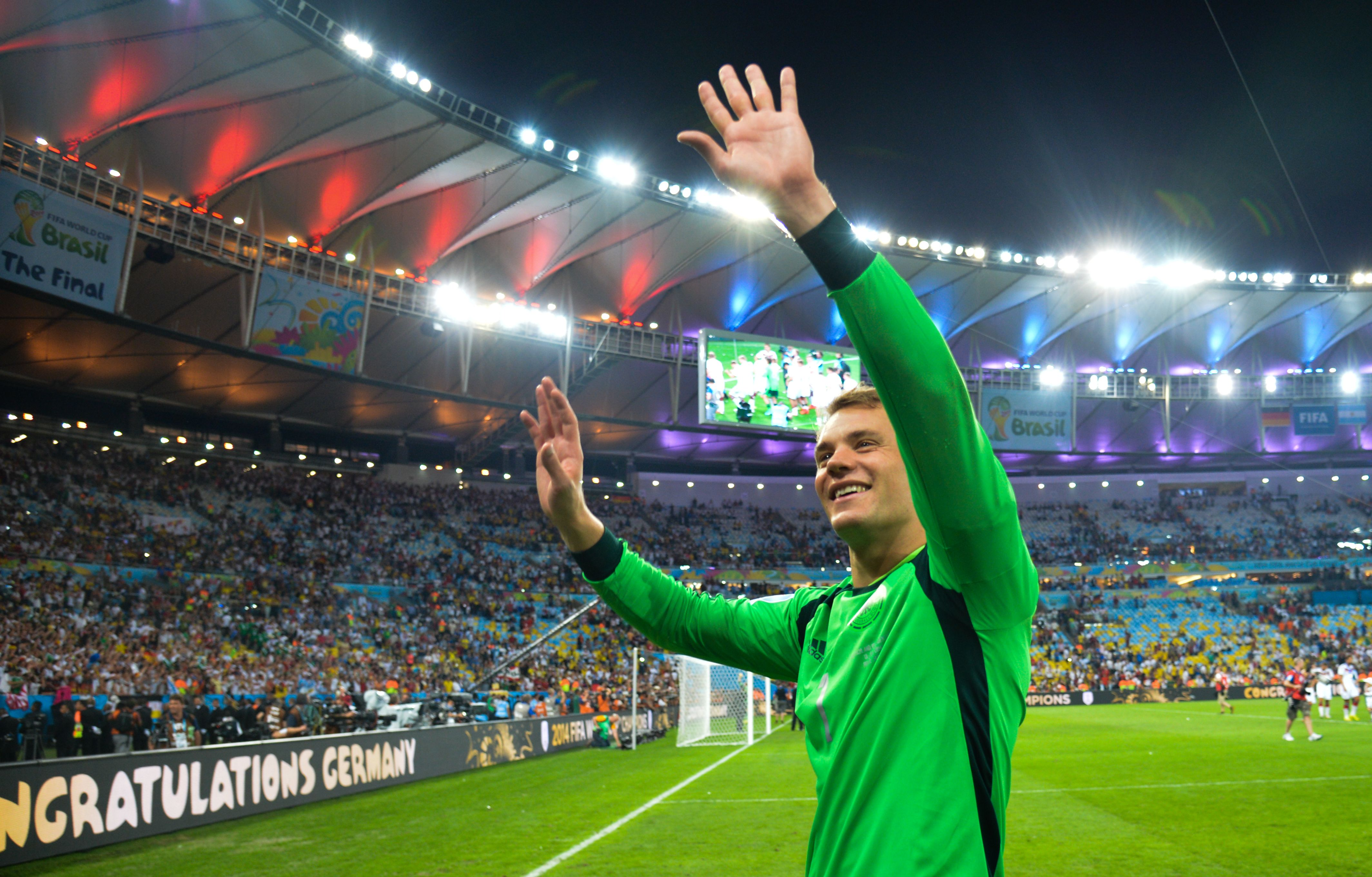
Neuer ăn mừng sau chiến thắng 1–0 của Đức trước Argentina tại chung kết FIFA World Cup 2014.

| Đội tuyển quốc gia | Năm       | Trận | Bàn |
| ------------------ | --------- | ---- | --- |
| Đức                | 2009      | 2    | 0   |
| Đức                | 2010      | 13   | 0   |
| Đức                | 2011      | 10   | 0   |
| Đức                | 2012      | 11   | 0   |
| Đức                | 2013      | 8    | 0   |
| Đức                | 2014      | 13   | 0   |
| Đức                | 2015      | 6    | 0   |
| Đức                | 2016      | 11   | 0   |
| Đức                | 2017      | 0    | 0   |
| Đức                | 2018      | 10   | 0   |
| Đức                | 2019      | 8    | 0   |
| Đức                | 2020      | 4    | 0   |
| Đức                | 2021      | 12   | 0   |
| Đức                | 2022      | 9    | 0   |
| Đức                | 2024      | 7    | 0   |
| Tổng cộng          | Tổng cộng | 124  | 0   |

## Danh hiệu

### Câu lạc bộ
Schalke 04
- DFB-Pokal: 2010–11
- DFB-Ligapokal: 2005

Bayern München
- Bundesliga: 2012–13, 2013–14, 2014–15, 2015–16, 2016–17, 2017–18, 2018–19, 2019–20, 2020–21, 2021–22, 2022–23, 2024–25
- DFB-Pokal: 2012–13, 2013–14, 2015–16, 2018–19, 2019–20
- Franz Beckenbauer Supercup: 2012, 2016, 2018, 2020, 2021, 2022, 2025
- UEFA Champions League: 2012–13, 2019–20[180]
- UEFA Super Cup: 2013, 2020
- FIFA Club World Cup: 2013, 2020

U-21 Đức
- UEFA European Under-21 Football Championship: 2009[181]

Đức
- FIFA World Cup: 2014[182]

### Cá nhân
- Bằng khen danh dự của Bavaria 2021[183]
- Silbernes Lorbeerblatt: 2010,[184] 2014[185]
- Cầu thủ xuất sắc nhất năm (Đức): 2011,[186] 2014
- Cầu thủ xuất sắc nhất năm của quốc gia Đức: 2020[187]
- Đội ESM của mùa giải: 2011–12,[188] 2012–13,[189] 2014–15[190]
- Đội vô địch châu Âu UEFA của Giải đấu: 2012[191]
- Đội bóng trong mơ của UEFA U-21 Euro[192]
- Thủ môn xuất sắc nhất thế giới IFFHS: 2013, 2014,[193] 2015,[194] 2016,[195] 2020[196]
- Thủ môn xuất sắc nhất thế giới của IFFHS trong thập kỷ: 2011–2020[29]
- Thủ môn xuất sắc nhất châu Âu: 2011, 2013, 2014, 2015, 2020[197]
- Đội tuyển nam thế giới bởi IFFHS: 2020[198]
- FIFA FIFPro World11: 2013,[199] 2014,[200] 2015, 2016[201]
- Đội hình xuất sắc nhất năm của UEFA: 2013,[202] 2014,[63] 2015,[203] 2020[204]
- Đội hình xuất sắc nhất UEFA Champions League: 2013–14, 2015–16, 2019–20[205]
- Thủ môn xuất sắc nhất UEFA Champions League mùa giải: 2019–20[197]
- Thủ môn nam xuất sắc nhất FIFA: 2020[206]
- FIFA World Cup All-Star Team: 2010[207]
- Găng tay vàng FIFA World Cup: 2014[16]
- Đội hình All-Star của FIFA World Cup: 2014[208]
- Đội hình trong mơ của FIFA World Cup: 2014[209]
- Vận động viên AIPS của năm: 2014[210]
- Vận động viên xuất sắc nhất châu Âu của AIPS - Frank Taylor Trophy: 2014[211]
- AIPS Europe Athlete of the Year – Frank Taylor Trophy: 2014[211]
- Đội hình xuất sắc nhất Bundesliga: 2012–13,[212] 2013–14,[213] 2014–15,[214] 2015–16,[215] 2016–17,[216] 2020–21,[217] 2021–22[218]
- Đội hình của mùa giải Bundesliga bởi kicker: 2019–20[219]
- Đội bóng trong mơ Ballon d'Or (Đồng): 2020[220]
- Đội hình Thế giới của Thập kỷ bởi IFFHS: 2011–2020[221]
- Đội hình UEFA của Thập kỷ bởi IFFHS: 2011–2020[222]